# Stan Hollaardt
Stan Hollaardt (Amsterdam, 1941) is een Nederlands  dirigent en neerlandicus.

## Levensloop

### Jeugd en opleiding
Stan Hollaardt werd geboren in Amsterdam en groeide op in een muzikaal katholiek gezin. Zijn vader en broers zongen in een kerkkoor. Zijn vader overleed tijdens hongerwinter waardoor het gezin het niet breed had. Thuis werd er veel klassieke en Gregoriaanse muziek gedraaid. Toen hij twaalf jaar was ging hij naar het internaat van het Dominicus College in Nijmegen. Daarna bezocht hij vervolgens de kweekschool in Zeist. Hij is autodidact en volgde geen muziekopleiding.

### Werkzaamheden
Hollaardt begon zijn loopbaan als onderwijzer en was dertig jaar lang docent Nederlands aan het Canisius College in Nijmegen. In 1968 richtte hij het Gregoriaans Koor Dukenburg in Nijmegen op dat hij tot op heden dirigeert. Daarnaast is hij sinds 1988 dirigent van het schola "Karolus Magnus" waarbij hij zeven cd's uitbracht, waaronder La divina commedia gregoriana. In 2008 vierde het Gregoriaans Koor Dukenburg zijn 40-jarig jubileum in aanwezigheid van Mgr. van Luyn. Hij werd in 2013 door burgemeester Paul Mengde in de Titus Brandsma Gedachteniskerk in Nijmegen benoemd tot Ridder in de Orde van Oranje Nassau. In 2021 was hij leider van het benedictijner-monnikenkoor dat zong tijdens de beplanting van de nieuwe koortsboom bij de Sint-Walrickkapel in Overasselt vanwege de toen twee jaar durende coronapandemie.

## Discografie
- (1994) O virgo mater
- (1996) Canticum novum
- (1997) Media vita
- (2000) La divina commedia gregoriana
- (2012) The martyred virgins
- (2017) Lebuïnus herontdekt

## Publicatie
- (2016) Lebuïnus herontdekt i.s.m. Gerard Pieters